# Campeonato Panamericano de Balonmano Masculino de 2000
El IX Campeonato Panamericano de Balonmano de 2000 se disputó entre el 23 y el 28 de mayo de 2000 en Sao Bernardo, Brasil y es organizado por la  Federación Panamericana de Balonmano y entregó tres plazas para el Campeonato Mundial de Balonmano Masculino de 2001.
Incidencias: Cuba no quiso clasificar al mundial como subcampeón y no clasificó.

## Grupos
| Grupo A     | Grupo B              |
| ----------- | -------------------- |
| Argentina   | Brasil               |
| Cuba        | Estados Unidos       |
| Groenlandia | República Dominicana |
| Uruguay     | México               |

## Primera fase

### Grupo A
| Equipo      | PTS | J | G | E | P | GF | GC | DG  |
| ----------- | --- | - | - | - | - | -- | -- | --- |
| Argentina   | 6   | 3 | 3 | 0 | 0 | 69 | 50 | +19 |
| Cuba        | 4   | 3 | 2 | 0 | 1 | 90 | 55 | +35 |
| Groenlandia | 2   | 3 | 1 | 0 | 2 | 62 | 75 | -13 |
| Uruguay     | 0   | 3 | 0 | 0 | 3 | 57 | 98 | -41 |

#### Resultados
| Fecha      | Hora  | Partido³    | Partido³ | Partido³    | Resultado |
| ---------- | ----- | ----------- | -------- | ----------- | --------- |
| 23.05.2000 | 18:30 | Cuba        | -        | Uruguay     | 41-17     |
| 23.05.2000 | 21:00 | Argentina   | -        | Groenlandia | 20-16     |
| 24.05.2000 | 19:00 | Argentina   | -        | Uruguay     | 28-14     |
| 24.05.2000 | 21:00 | Cuba        | -        | Groenlandia | 29-17     |
| 25.05.2000 | 15:00 | Groenlandia | -        | Uruguay     | 29-26     |
| 25.05.2000 | 21:00 | Argentina   | -        | Cuba        | 21-20     |

### Grupo B
| Equipo               | PTS | J | G | E | P | GF  | GC  | DG  |
| -------------------- | --- | - | - | - | - | --- | --- | --- |
| Brasil               | 6   | 3 | 3 | 0 | 0 | 121 | 42  | +79 |
| Estados Unidos       | 4   | 3 | 2 | 0 | 1 | 63  | 80  | -17 |
| República Dominicana | 2   | 3 | 1 | 0 | 2 | 75  | 105 | -30 |
| México               | 0   | 3 | 0 | 0 | 3 | 61  | 93  | -32 |

#### Resultados
| Fecha      | Hora  | Partido³             | Partido³ | Partido³             | Resultado |
| ---------- | ----- | -------------------- | -------- | -------------------- | --------- |
| 23.05.2000 | 18:30 | Estados Unidos       | -        | México               | 25-17     |
| 23.05.2000 | 21:00 | Brasil               | -        | República Dominicana | 47-18     |
| 24.05.2000 | 19:00 | Estados Unidos       | -        | República Dominicana | 27-24     |
| 24.05.2000 | 21:00 | Brasil               | -        | México               | 35-13     |
| 25.05.2000 | 15:00 | República Dominicana | -        | México               | 33-31     |
| 25.05.2000 | 21:00 | Brasil               | -        | Estados Unidos       | 39-11     |

### 5.º al 8.º puesto
| Fecha      | Hora² | Partido¹             | Partido¹ | Partido¹ | Resultado |
| ---------- | ----- | -------------------- | -------- | -------- | --------- |
| 26.05.2000 | 14:00 | Groenlandia          | -        | México   | 35-18     |
| 26.05.2000 | 16:00 | República Dominicana | -        | Uruguay  | 34-30     |

### 7.º/8.º puesto
| Fecha      | Hora² | Partido¹ | Partido¹ | Partido¹ | Resultado |
| ---------- | ----- | -------- | -------- | -------- | --------- |
| 27.05.2000 | 13:00 | México   | -        | Uruguay  | 22-19     |

### 5.º/6.º puesto
| Fecha      | Hora² | Partido¹    | Partido¹ | Partido¹             | Resultado |
| ---------- | ----- | ----------- | -------- | -------------------- | --------- |
| 28.05.2000 | 13:00 | Groenlandia | -        | República Dominicana | 37-21     |

## Fase final

### Semifinales
| Fecha      | Hora² | Partido³  | Partido³ | Partido³       | Resultado |
| ---------- | ----- | --------- | -------- | -------------- | --------- |
| 27.05.2000 | 18:00 | Argentina | -        | Estados Unidos | 28-18     |
| 27.05.2000 | 20:00 | Cuba      | -        | Brasil         | 26-24     |

### 3.º/4.º puesto
| Fecha      | Hora² | Partido¹ | Partido¹ | Partido¹       | Resultado |
| ---------- | ----- | -------- | -------- | -------------- | --------- |
| 28.05.2000 | 17:00 | Brasil   | -        | Estados Unidos | 38-17     |

### Final
| Fecha      | Hora² | Partido³  | Partido³ | Partido³ | Resultado |
| ---------- | ----- | --------- | -------- | -------- | --------- |
| 28.05.2000 | 19:00 | Argentina | -        | Cuba     | 26-25     |

| Argentina           |
| Campeón             |
| Argentina 1° título |

### Clasificación general
| Argentina               |
| Cuba                    |
| Brasil                  |
| 4. Estados Unidos       |
| 5. Groenlandia          |
| 6. República Dominicana |
| 7. México               |
| 8. Uruguay              |

## Clasificados al Mundial 2001
| Bandera de Argentina | Bandera de Brasil | Bandera de Estados Unidos |
| Argentina            | Brasil            | Estados Unidos            |
| -------------------- | ----------------- | ------------------------- |